# ダグ・フォウト
ダグ・フォウト（Doug Fout、1958年3月14日 - ）はアメリカ合衆国の調教師。アメリカ合衆国バージニア州ミドルバーグ出身。父のポール・フォウトも調教師である。

## 来歴
障害競走騎手活躍した後に、調教師へと転向し、1985年に調教師としての初勝利を挙げげた。
2004年、管理馬のヒラポア（Hirapour）がコロニアルカップを制し、同年のエクリプス賞最優秀障害馬を受賞した。
2007年、4月19日の中山グランドジャンプに出走するグライディングと共に初来日を果たした。

## 主な管理馬
- ヒラポア（2004年コロニアルカップ）
- オリソン（2007年キャロライナカップハードルステークス）
- グライディング（2007年テンプルグワスミーハードルステークス、フォックスブルックスプリームハードルステークス）